# リー・セルビー
リー・セルビー（Lee Selby、1987年2月14日 - ）は、イギリスの元プロボクサー。ウェールズバリー出身。元IBF世界フェザー級王者。

## 経歴
2008年7月12日、ニューポートのニューポート・センターでデビュー戦を行い、6回判定勝ちを収めた。
2009年5月29日、サミー・モウネミーと対戦し、4回判定負けで初敗戦を喫した。
2010年4月27日、英国ボクシング管理委員会 (BBBofC) ウェールズフェザー級王者ダイ・ダビエスと対戦し2回1分53秒KO勝ちで王座を獲得。
2011年7月30日、ジェームズ・アンシリフィとBBBofCケルトフェザー級王座決定戦を行い、6回2分12秒TKO勝ちを収め王座獲得に成功した。同年9月17日、コモンウェルスイギリス連邦フェザー級並びにBBBofC英国フェザー級王者スティーブン・スミスと対戦し、8回2分4秒TKO勝ちを収めコモンウェルスイギリス連邦王座とBBBofC英国王座獲得に成功した。同年12月14日、ジョン・シンプソンと対戦し、5回2分2秒TKO勝ちを収めコモンウェルスイギリス連邦王座とBBBofC英国王座初防衛に成功した。
2012年5月2日、パトリック・オーキンと対戦し、5回1分54秒TKO勝ちを収めコモンウェルス王座の2度目の防衛に成功した。
2013年2月9日、ベルファストのオデッセイ・アリーナでマーティン・リンゼイと対戦し、3-0の判定勝ちを収めコモンウェルスイギリス連邦王座は3度目、BBBofC英国王座は2度目の防衛に成功した。同年4月20日、コーリー・マコーネルと対戦し、5回1分16秒TKO勝ちを収めコモンウェルスイギリス連邦王座の4度目の防衛に成功した。同年4月20日、世界ボクシング評議会 (WBC) インターナショナルフェザー級王者ビオネル・シミオンと対戦し、3-0の判定勝ちを収め王座獲得に成功した。同年10月5日、ライアン・ウェルズと対戦し、3-0の判定勝ちを収めコモンウェルスイギリス連邦王座の5度目の防衛に成功、BBBofC英国王座の3度目の防衛にも成功した。
2014年2月1日、BBBofC英国王座の防衛とヨーロッパボクシング連合 (EBU) 欧州フェザー級王座決定戦でレンドール・ムンローと対戦し、6回1分31秒TKO勝ちを収めEBU王座獲得、BBBofC英国王座の4度目の防衛に成功した。同年5月17日、ロムロ・コアシチャと対戦し、3-0の判定勝ちを収めWBCインターナショナル王座の初防衛に成功した。
2015年2月19日、IBF世界フェザー級王者エフゲニー・グラドビッチとの間で行われる指名試合に関する対戦交渉は興行権をめぐり入札に持ち込まれる予定だったが、同年4月25日に指名試合を行うことでグラドビッチ陣営（トップランク）とセルビー陣営（マッチルーム・スポーツ）が合意し、入札は回避された。同試合は当初4月25日に行うことで合意されていたが、5月30日に変更となった。ロンドンにあるO2アリーナでケル・ブルック対フランキー・ギャビンの前座でグラドビッチと対戦し、偶然のバッティングによりグラドビッチの左目蓋がカットし試合続行不可能となり、8回3-0（2者が79-73、80-72）の負傷判定勝ちを収め王座獲得に成功した。同年8月5日、有力ボクシングマネージャーのアル・ヘイモンと契約。同年10月14日、アメリカのアリゾナ州グレンデールのヒラ・リバー・アリーナで、アーロン・マルティネス対デボン・アレクサンダーの前座で元世界3階級制覇王者でIBF世界フェザー級10位のフェルナンド・モンティエルと対戦し、12回3-0（119-109、118-110、116-112）の判定勝ちを収め、初防衛に成功した。
2016年1月11日、IBFがIBF世界フェザー級3位のエリック・ハンターと対戦するよう指令を出した。同年4月9日、O2アリーナでチャールズ・マーティン対アンソニー・ジョシュアの前座で指名挑戦者ハンターと対戦し、12回3-0（115-111、2者が116-110）の判定勝ちを収め、2度目の防衛に成功した。
2017年1月28日、MGMグランド・ガーデン・アリーナで元世界ボクシング協会 (WBA) 世界フェザー級王者でIBF世界フェザー級1位のジョナサン・ビクター・バロスと対戦し、3度目の防衛を目指す予定だったが、バロスが医学検査で不合格となったため、試合は中止となった。同年4月14日、セルビーとバロスの指名戦の入札が行われ、セルビー擁するTBGプロモーションズが60万1000ドルで興行権を落札した。バロス陣営のK.O.インターナショナルの入札額は60万ドルだった。報酬はセルビーに75%にあたる45万750ドル、バロスに25%にあたる15万250ドルが配分されることとなった。同年7月15日、ロンドンのウェンブリー・アリーナでバロスと対戦し、12回3-0（119-108、117-110×2）の判定勝ちを収め、3度目の防衛に成功した。同年12月9日、ロンドンのカッパー・ボックスでIBF世界フェザー級11位のエデュアルド・ラミレスと対戦し、4度目の防衛を目指す予定だったが前日計量でラミレスがフェザー級の規定体重である126ポンドを2.5ポンド超過し失格となったため、セルビーが勝てば王座防衛となるがラミレスが勝っても王座交代とはならない条件で試合が行われ、セルビーが12回3-0（118-110、119-109、116-112）の判定勝ちを収めて4度目の防衛に成功した。同年12月13日、フランク・ウォーレンのクィーンズ・ベリープロモーションズと3試合契約を発表し、ヘイモンから離脱した。
2018年5月19日、リーズのエランド・ロードにて、IBF世界フェザー級1位ジョシュ・ワーリントンと対戦し、12回1-2（112-116、113-115、115-113）の判定負けを喫し5度目の防衛に失敗、王座から陥落した。
2020年10月31日、ロンドンのウェンブリー・アリーナにてオレクサンドル・ウシク対デレック・チゾラの前座でジョージ・カンボソス・ジュニアとIBF世界ライト級挑戦者決定戦を行い、12回判定負けを喫した。
2022年3月26日、アルゼンチンでグスタボ・ダニエル・レモスと対戦し、5回TKO負けを喫した。同年4月5日、現役引退を発表した。

## 獲得タイトル
- BBBofCウェールズフェザー級王座
- BBBofCケルトフェザー級王座
- コモンウェルスイギリス連邦フェザー級王座
- BBBofC英国フェザー級王座
- WBCインターナショナルフェザー級王座
- EBU欧州フェザー級王座
- IBF世界フェザー級王座（防衛4）